# 圖拉河
图拉河为俄罗斯的河流，是托博尔河左支流，位於斯维尔德洛夫斯克州和秋明州境内。河源出于中乌拉尔山东坡，流经西西伯利亚平原西南部，长度1,030公里，流域面积为8.04万平方公里，沿河周围多沼泽。
图拉河下游距河口184公里，年平均流量177立方米/秒，河口以上可通航635公里。10月末至11月至翌年4月至5月上旬结冰，封冻期长6个多月。河上建有3座水库，沿河城市从源头至河口有上图拉、下图拉、列斯诺伊、韦尔霍图里耶、图林斯克、秋明。